# Ghiacciaio Henderson
Il ghiacciaio Henderson (in inglese: Henderson Glacier) è un ghiacciaio lungo circa 13 km situato sulla costa di Zumberge, nella parte occidentale della Terra di Ellsworth, in Antartide. In particolare, il ghiacciaio, il cui punto più alto si trova a circa 1.400 m s.l.m., si trova nella parte centrale della dorsale Patrimonio, nelle Montagne di Ellsworth. Da qui, esso fluisce verso nord-est a partire dal versante orientale del picco Hoinkes e del picco Schoeck, nelle colline Impresa, fino ad unire il proprio flusso a quello del ghiacciaio Unione poco a est del monte Rossman.

## Storia
Il ghiacciaio Henderson è stato mappato dallo United States Geological Survey grazie a ricognizioni terrestri dello stesso USGS e a fotografie aeree scattate dalla marina militare statunitense (USN) nel periodo 1961-66 ed è stato poi così battezzato dal Comitato consultivo dei nomi antartici in onore di Felix E. Henderson, meteorologo del Programma Antartico degli Stati Uniti d'America di stanza alla Stazione Eights nel 1965.